# حمام دیلمان
حمام دیلمان حمام تاریخی دیلمان در ۵۰ کیلومتری شهر سیاهکل و در ابتدای بافت شهری دیلمان در ارتفاع ۱۴۶۶ متر از سطح دریای آزاد و در مجاورت کوچه میراث فرهنگی و قبل از میدان اصلی شهر قرار داشته و به حمام میر بلوک نیز شهرت دارد. ارتفاع آن از منظر بیرونی کمتر از دو متر نسبت به کف خیابان اصلی است. دور آن با فضای خالی شبیه خندق از زمین‌های مرتفع حاشیه جدا می‌شود. سقف حمام دارای سه گنبد است. گنبدها با شیشه‌های ضخیم نور گیر به صورت مشبک پوشانده شده‌اند. میراث فرهنگی مرمت و آماده‌سازی حمام را انجام داده است. شالوده اصلی بنا از سنگ، دیوارهای آن از آجر، ملات به کار رفته در آن ساروج و نورگیرهای بالای گنبدها از جنس مرمر شفاف است. عملیات حفاری باستان‌شناسی حمام دیلمان توسط کارشناسان سازمان میراث فرهنگی علی‌رغم مشکلات عدیده‌ای همچون محدودیت مکانی و اعتباری طی ۲مرحله ادامه یافت که از نتایج حاصل از آن می‌توان به آزادسازی محوطه حمام و تخریب آن‌ها جهت ایجاد ترانشه‌های حفاری، مشخص شدن وضعیت آتشدان، پیدا شدن ورودی حمام در قسمت شرقی و حوض کوچک تأمین‌کننده آب خزینه و سردخانه در قسمت غربی و نیز دیوارهای جنوبی حمام اشاره کرد.
این بنا به احتمال بسیار زیاد متعلق به دورهٔ صفوی می‌باشد که در دوره‌های مختلف ضمن اضافه کردن الحاقات، مورد بازسازی واقع شده‌است. برخی کارشناسان نیز معتقدند ساخت این بنا به دورهٔ ایلخانی بازمی‌گردد. بخشی از این اثر تاریخی توسط سازمان میراث فرهنگی مرمت و بازسازی شده و به شماره ثبت ۳۰۴۳ در ردیف آثار میراث فرهنگی ثبت گردید. این بنا زیر انبوهی از گل و لای مدفون شده بود و به دستور میرزاعلی میر بلوک از زیر لایه‌های خاک بیرون آورده شده و مورد تعمیر و بهره‌برداری قرار گرفته‌است.
حمام دیلمان دارای ساختاری ساده است که متناسب با شرایط سخت آب وهوای کوهستان طراحی و ساخته شده‌است. در گذشته نیز حوض کوچکی جهت شست‌وشوی پا، جلو در ورودی آن قرار داشته‌است.
حمام دارای یک صحن مرکزی ۸ضلعی است که ۴ضلع بزرگ و ۴ضلع کوچک آن به صورت یکی در میان قرار گرفته‌اند. بدین شکل که چهار صحن دیگر در چهار جهت اصلی محوطه مرکزی حمام را احاطه نموده‌اند همچنین در چهار گوشه (کنج) چهار اتاق یا محوطه برای گرم خانه و سردخانه و محل نظافت پا، تنویرخانه و سربینه ساخته شده‌است. سابقن سه پله به طرف پایین حمام امتداد داشت که افراد از آن طریق به داخل حمام می‌رفتند و یک حوض آب سرد برای شستشوی پا در جلوی سر بینه تعبیه شده بود که توسط افراد ساکن دیلمان قسمت سربینه درگاه ورودی تخریب شده‌است. تون حمام در پشت بنا ساخته شده و گرم خانه در بالای تون و خزینه حمام مابین گرم و سردخانه ساخته شده‌است.
در یکی از اضلاع بزرگ خزینه آب گرم و در سه ضلع دیگر ۳سکو به چشم می‌خورد، همچنین درهایی که در هر یک از اضلاع کوچک تعبیه شده‌اند به گرم خانه، سردخانه، سربینه باز می‌شود.
نورگیرها در بالای گنبد حمام قرار دارند و با وجود سابقه چند هزار ساله استفاده از شیشه در دیلمان به منظور عدم مشخص شدن حمام از بیرون آن از سنگ و مرمر شفاف برای عبور نور استفاده می‌شده، آب حمام را به وسیله تنبوشه‌هایی سفالی به مخزن انتقال می‌دادند. در گذشته این حمام برای شستشو و استحمام آزاد ساکنین دیلمان و کاروانیان و مسافران مورد استفاده قرار می‌گرفت و با توجه به موقعیت کوهستانی و اقلیم سرد منطقه، جزء بناهایی محسوب می‌شود که با شرایط خاص کوهستانی طراحی و ساخته شده‌است به عبارتی بیشترین توجه به مسئله آب و هوا و سرما و مقابله آن معطوف شده‌است و این بنا دارای ساختار ساده ولی بی‌پیرایه‌ای است که بیشترین سعی معمار آن به استحکام و عوامل کاربردی معطوف بوده‌است. همچنین، در این حمام، ۲عدد سکه فلوس و تعداد زیادی کاشی و سفال به دست آمده که در تعیین قدمت حمام و مشخص کردن تزئینات آن نقش بسزایی داشتند. پس از انجام عملیات حفاری باستان شناختی حمام دیلمان و بیرون آوردن آن از دل خاک، مورد مرمت قرار گرفت و در حال حاضر نیز، تمامی قسمت‌های الحاقی حاصل مرمتهای غیراصولی حذف و کار مرمت با دیوار چینی و اجرای طاق، قوس، کف سازی و نماسازی، اندود داخل، زهکشی و عایق رطوبتی و همچنین کاشیکاری در قسمت‌های مورد نیاز برای راه اندازی موزه مردم شناسی انجام و مرمت شده‌است.
نگارخانه